# تیپ سواره‌نظام نووگروتسکا
تیپ سواره‌نظام نووگروتسکا (لهستانی: Nowogródzka Brygada Kawalerii) یک واحد سواره‌نظام نیروی زمینی لهستان در جمهوری دوم لهستان بود که هنگام تهاجم آلمان به لهستان در جنگ ایفای نقش کرد. این تیپ در ۱ آوریل ۱۹۳۷ به جای تیپ نخست سواره‌نظام باراناویچی ساخته شد. سرفرماندهی این یگان در باراناویچی بود و واحدهای مختلف آن در قسمت‌های گوناگون شمال‌شرقی لهستان به ترتیب زیر حضور داشتند:

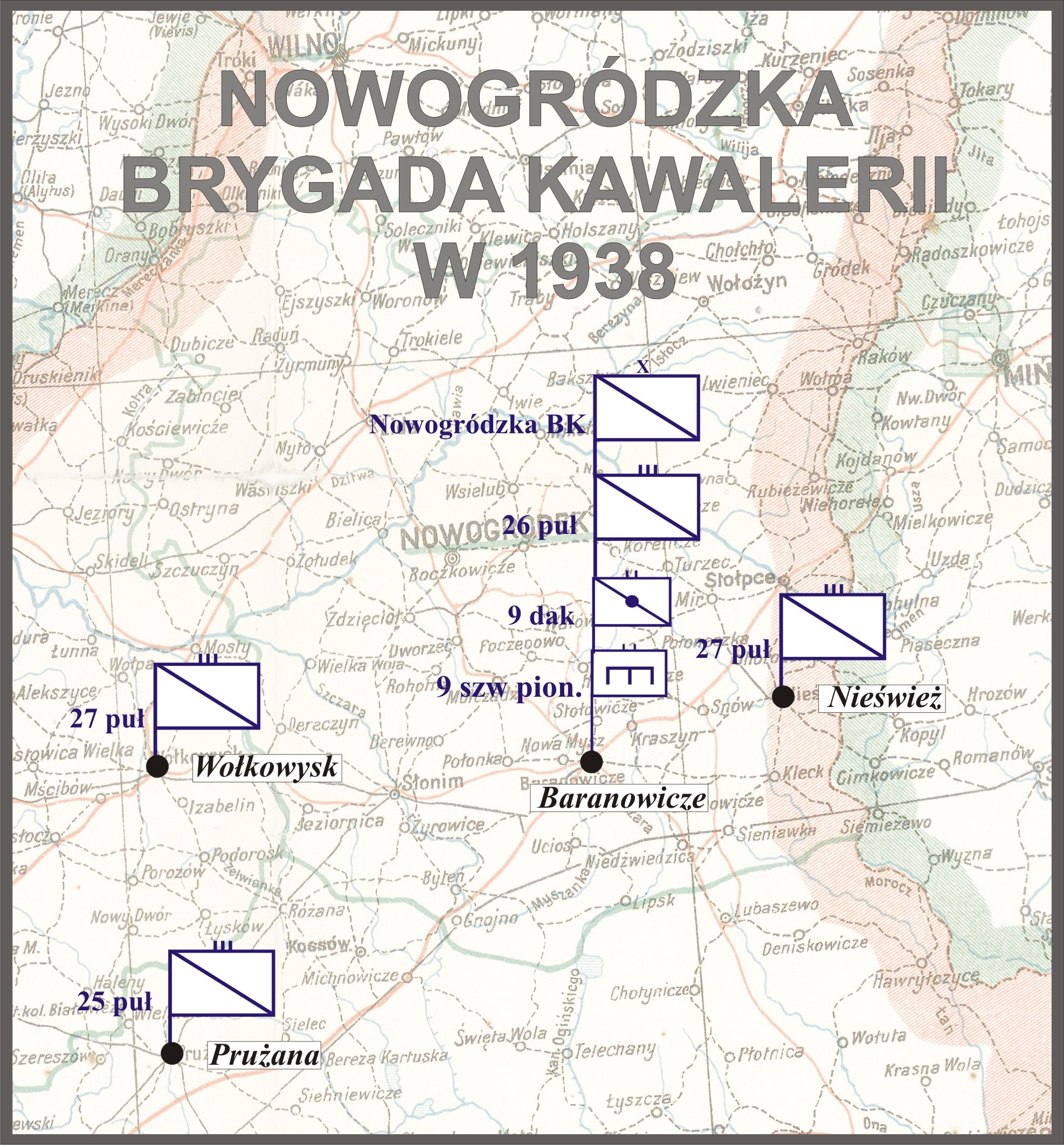
پادگان‌های تیپ سواره‌نظام نووگروتسکا در سال ۱۹۳۸

- هنگ ۲۵ اوهلان لهستان بزرگ مستقر در پروژانی.
- هنگ ۲۶ اوهلان لهستان بزرگ مستقر در باراناویچی.
- هنگ ۲۷ شاه استفان باتوری مستقر در نیاسیز.
- هنگ ۳ تفنگداران سواره مستقر در واوکویسک.
- هنگ ۹ توپخانه سواره مستقر در باراناویچی.
- گردان ۹ پیش‌قراول مستقر در باراناویچی.
- گردان ۹ ارتباطات مستقر در باراناویچی.

## حمله آلمان به لهستان
تیپ سواره‌نظام نووگروتسکا که زیر فرماندهی ووادیسواف آندرس بود چند هفته پیش از آغاز تهاجم آلمان در ۲۳ مارس سال ۱۹۳۹ میلادی به همراه لشکر ۲۰ پیاده‌نظام (لهستان) که پادگان آن هم در باراناویچی بود به منطقه شرپتس و پوتسک، استان ماسوویان فرستاده شد. در آن جا این یگان به عنوان جزوی از ارتش مودلین در ۸ اوت ۱۹۳۹ به شمال و مرز میان لهستان و پروس خاوری فرستاده و در شهر لیزبارک مستقر شد تا وظیفه پوشش بال غربی ارتش مودلین را به عهده بگیرد.
با آغاز تهاجم آلمان به لهستان در ۱ سپتامبر ۱۹۳۹ میلادی تیپ سواره‌نظام نووگروتسکا لشکر ۲۱۷ پیاده‌نظام ورماخت را در مقابل خود دید که زیر فرماندهی سپهبد ریچارد بالتزر قرار داشت. تا روز ۴ سپتامبر تیپ نووگروتسکا مقاومت خوبی را در برابر آلمانی‌ها سازمان داد اما با شکستن خطوط دفاعی لهستانی‌ها در دیگر نواحی این تیپ هم مجبور شد تا به سمت جنوب عقب بنشیند. پس از آن وظیفه دفاع از رود ویستولا بین دوبژن ناد ویسوون و چروینگسک ناد ویسوان به این تیپ محول شد.
در روز ۶ سپتامبر اعلام شد که این تیپ جزوی از ارتش تازه تأسیسی به نام ارتش ورشو است که فرماندهی آن را سرلشکر یولیوس رومل به عهده دارد. در روز ۱۳ سپتامبر به تیپ سواره‌نظام نووگروتسکا دستور داده شد تا همراه با تیپ سواره‌نظام لهستان بزرگ به مواضع لشکر ۱۱ پیاده‌نظام ورماخت حمله کند اما به دلیل نبود پشتیبانی‌های لازم این حمله متوقف و تیپ نووگروتسکا به سمت لوبلین فرستاده شد زیرا سربازان سواره‌نظام به درد جنگ شهری در ورشو نمی‌خوردند.
در لوبلین تیپ سواره‌نظام نووگروتسکا به عنوان جزوی از جبهه شمالی قرار گرفت که زیر فرماندهی استفان دوب بیرنادسکی قرار داشت. تیپ نووگروتسکا در نبرد توماشوف لوبلسکی در صبح ۲۷ سپتامبر ۱۹۳۹ حضور داشت که در آنجا ارتش آلمان با بهره بردن از زرهی، توپخانه و هواپیما این تیپ را به صورت کامل از میان برد.